# Sergestes diapontius
Sergestes diapontius är en kräftdjursart som beskrevs av Charles Spence Bate 1881. Sergestes diapontius ingår i släktet Sergestes och familjen Sergestidae. Inga underarter finns listade i Catalogue of Life.